# Tarawa (Schiff, 1945)
Die USS Tarawa (CV-40) (auch CVA-40, CVS-40) war ein Flugzeugträger der United States Navy. Sie gehörte zur Essex-Klasse und war von 1945 bis 1960 in Dienst.
Der Kiel der Tarawa wurde am 1. März 1944 im Norfolk Navy Yard gelegt; der Stapellauf erfolgte am 12. Mai 1945 unter der Schirmherrschaft der Ehefrau von Lieutenant General Julian C. Smith, der die 2nd Marine Division auf Tarawa kommandierte. Am 8. Dezember 1945 wurde die Tarawa unter dem Kommando von Kapitän Alvin Ingersoll Malstrom in Dienst gestellt.
Zwischen 1946 und 1948 gehörte die Tarawa zur US-Pazifikflotte, bis sie vom 28. September 1948 bis zum 21. Februar 1949 die Erde westwärts umrundete. Nach einer Werftzeit in Norfolk, Virginia (USA), wurde der Träger am 30. Juni 1949 außer Dienst gestellt. In der Folge des Korea-Krieges wurde die Tarawa jedoch am 3. Februar 1951 wieder in Dienst gestellt.
1952 und 1953 operierte die Tarawa im Atlantik und im Mittelmeer; 1954 unternahm der Träger eine Einsatzfahrt in den Pazifik. Nach seiner Umklassifizierung zum U-Boot-Jagd-Träger (Anti-Submarine Carrier) CVS-40 am 10. Januar 1955 operierte der Träger meist im Atlantik.
Im August und September 1958 war die Tarawa Flaggschiff der Task Force 88, die im Auftrag der Defence Nuclear Agency im Rahmen der Operation Argus drei geheime Atombombentests in großer Höhe (bis 540 km) in der Nähe der Gough-Inseln im Südatlantik durchführte. An Bord der Tarawa befanden sich ein MSQ-1A-Radar der Air Force und andere Geräte zur Raketenverfolgung. Weiterhin waren 19 Grumman S2F der Staffel VS-32 „Maulers“ an Bord, um wissenschaftliche Daten zu sammeln, Fotos zu machen und Beobachtungsmissionen während der Starts durchzuführen. Die acht Helikopter vom Typ Sikorsky HSS-1 Seabat der Staffel HS-5 „Nightdippers“ dienten dem Güter- und Personentransport innerhalb der Task Force 88.
Da die Tarawa jedoch, im Gegensatz zu anderen Schiffen der Essex-Klasse, nicht modernisiert worden war, wurde sie am 13. Mai 1960 außer Dienst gestellt.
Nach der Einmottung in Philadelphia, Pennsylvania (USA), wurde das Schiff am 1. Juni 1967 aus der Schiffliste der US Navy (Naval Vessel Register) gestrichen. Am 3. Oktober 1968 wurde die Tarawa schließlich an die Boston Metals Corporation, Baltimore, zum Abwracken verkauft.
Im Jahre 1973 erhielt erneut ein Schiff der US Navy den Namen Tarawa: das amphibische Angriffsschiff Tarawa, die erste Einheit der Tarawa-Klasse.